# (10311) Fantin-Latour
(10311) Fantin-Latour (1990 QL9) – planetoida z pasa głównego asteroid okrążająca Słońce w ciągu 4,84 lat w średniej odległości 2,86 j.a. Odkryta 16 sierpnia 1990 roku.